# Кошарка за жене на Летњим олимпијским играма 2012.
Кошаркашки турнир за жене на Летњим олимпијским играма 2012. у Лондону је био 10. по реду олимпијски турнир у овом спорту. Такмичење се одржало у периоду између 28. јула и 11. августа, а утакмице групне фазе су игране у кошаркашкој арени, док је елиминациона фаза одржана о О2 арени.
Учествовало је укупно 12 репрезентација подељених у две групе са по 6 екипа. По 4 најбоље из сваке групе наставиле су такмичење у четвртфиналу.
Титулу је одбранила селекција САД победом у финалу над репрезентацијом Француске. Треће место је освојила Аустралија која је победила Русију у утакмици за треће место.

## Освајачи медаља
| Злато            | Сребро    | Бронза     |  |  |  |  |
|                  |           |            |  |  |  |  |
| Сједињене Државе | Француска | Аустралија |  |  |  |  |

### Учесници
| Турнир                         | Датум                            | Домаћин         | Број места | Квалификанти                                   |
| ------------------------------ | -------------------------------- | --------------- | ---------- | ---------------------------------------------- |
| Домаћин игара                  |                                  |                 | 1          | Уједињено Краљевство                           |
| СП за жене 2010.               | 23. септембар – 3. октобар 2010. | Чешка Република | 1          | САД                                            |
| Афричко првенство 2011.        | 23. септембар - 2. октобар 2011. | Мали            | 1          | Ангола                                         |
| Азијско првенство 2011.        | 21. – 28. август 2011.           | Јапан           | 1          | Кина                                           |
| Панамеричко првенство 2011.    | 24. септембар – 1. октобар 2011. | Колумбија       | 1          | Бразил                                         |
| Европско првенство 2011.       | 18. јун – 3. јул 2011.           | Пољска          | 1          | Русија                                         |
| Првенство Океаније 2011.       | 7. – 11. септембра 2011.         | Аустралија      | 1          | Аустралија                                     |
| Олимпијске квалификације 2012. | 25. јун – 1. јул 2012.           | Анталија        | 5          | Француска · Турска · Чешка · Хрватска · Канада |
| Укупно                         |                                  |                 | 12         |                                                |

## Жреб за групну фазу
Службени жреб за групну фазу кошаркашког турнира одржан је у Лондону 30. априла 2012.
| Група A          | Група Б              |
| ---------------- | -------------------- |
| Ангола           | Аустралија           |
| Кина             | Бразил               |
| Хрватска         | Канада               |
| Чешка            | Француска            |
| Турска           | Уједињено Краљевство |
| Сједињене Државе | Русија               |

## Групна фаза
Свих 12 екипа учесница је подељено у две групе са по 6 екипа. Након пет одиграних кола по 4 најбоље пласиране селекције из обе крупе је наставило такмичење у четвртфиналу, док су две последње пласиране екипе завршиле учешће на олимпијском турниру. Групни део тирнира игран је у периоду између 28. јула и 5. августа.
Сатница је по локалном британском летњем времену (UTC+1)

### Група А
| 28. јул 09:00 |                                                      | Кина | 66 : 57                                 | Чешка | Кошаркашка арена, Лондон Судије: Хорхе Васкез (ПОР), Воган Мејбери (АУС), Карол Делон (ФРА) |  |
| 28. јул 09:00 | Четвртине: 20:16, 16:13, 15:15, 15:13                |      |                                         |       | Кошаркашка арена, Лондон Судије: Хорхе Васкез (ПОР), Воган Мејбери (АУС), Карол Делон (ФРА) |  |
| 28. јул 09:00 | Поени: Зенгју 16 Скокови: Нан 8 Асистенције: Лиђие 8 |      | Витечкова 14 Хоракова 9 3 играчице по 3 |       | Кошаркашка арена, Лондон Судије: Хорхе Васкез (ПОР), Воган Мејбери (АУС), Карол Делон (ФРА) |  |

| 28. јул 14:30 |                                                               | Турска | 72 : 50                                | Ангола | Кошаркашка арена, Лондон Судије: Јелена Чернова (РУС), Ољегс Латишевс (ЛЕТ), Снехал Бендке (ИНД) |  |
| 28. јул 14:30 | Четвртине: 21:8, 14:17, 23:14, 14:11                          |        |                                        |        | Кошаркашка арена, Лондон Судије: Јелена Чернова (РУС), Ољегс Латишевс (ЛЕТ), Снехал Бендке (ИНД) |  |
| 28. јул 14:30 | Поени: Палазоглу 13 Скокови: Чаглар 7 Асистенције: Вардарли 5 |        | Маурусијо 11 Томас, Мануел 5 Камуфал 2 |        | Кошаркашка арена, Лондон Судије: Јелена Чернова (РУС), Ољегс Латишевс (ЛЕТ), Снехал Бендке (ИНД) |  |

| 28. јул 16:45 |                                                        | Сједињене Државе | 81 : 56                       | Хрватска | Кошаркашка арена, Лондон Судије: Хуан Артеага (ШПА), Виталис Годе (КЕН), Фернандо Санпјетро (АРГ) |  |
| 28. јул 16:45 | Четвртине: 11:4, 20:24, 22:19, 28:9                    |                  |                               |          | Кошаркашка арена, Лондон Судије: Хуан Артеага (ШПА), Виталис Годе (КЕН), Фернандо Санпјетро (АРГ) |  |
| 28. јул 16:45 | Поени: Чарлс 14 Скокови: Паркер 13 Асистенције: Бирд 5 |                  | Ивезић 22 Иванковић 7 Лелас 5 |          | Кошаркашка арена, Лондон Судије: Хуан Артеага (ШПА), Виталис Годе (КЕН), Фернандо Санпјетро (АРГ) |  |

| 30. јул 09:00 |                                                                  | Хрватска | 58 : 83                 | Кина | Кошаркашка арена, Лондон Судије: Мајкл Ајлен (АУС), Јелена Чернова (РУС), Фелисија Гринтер (САД) |  |
| 30. јул 09:00 | Четвртине: 21:24, 10:15, 14:25, 13:19                            |          |                         |      | Кошаркашка арена, Лондон Судије: Мајкл Ајлен (АУС), Јелена Чернова (РУС), Фелисија Гринтер (САД) |  |
| 30. јул 09:00 | Поени: Мандир 22 Скокови: Ивезић 6 Асистенције: Јелавић, Лелас 4 |          | Нан 28 Нан 10 Лиђије 10 |      | Кошаркашка арена, Лондон Судије: Мајкл Ајлен (АУС), Јелена Чернова (РУС), Фелисија Гринтер (САД) |  |

| 30. јул 11:15 |                                                                              | Чешка | 57 : 61                               | Турска | Кошаркашка арена, Лондон Судије: Пабло Естевез (АРГ), Шоко Сугруро (ЈАП), Самир Абакил (МАР) |  |
| 30. јул 11:15 | Четвртине: 8:13, 13:20, 18:12, 18:16                                         |       |                                       |        | Кошаркашка арена, Лондон Судије: Пабло Естевез (АРГ), Шоко Сугруро (ЈАП), Самир Абакил (МАР) |  |
| 30. јул 11:15 | Поени: Весела 19 Скокови: 3 играчице по 6 Асистенције: Бартонова, Елхотова 4 |       | 3 играчице по 11 Јилмаз 13 Вардарли 4 |        | Кошаркашка арена, Лондон Судије: Пабло Естевез (АРГ), Шоко Сугруро (ЈАП), Самир Абакил (МАР) |  |

| 30. јул 22:15 |                                                                                 | Ангола | 38 : 90                    | Сједињене Државе | Кошаркашка арена, Лондон Судије: Карол Делон (ФРА), Маркос Бенито (БРА), Роберт Лотермозер (НЕМ) |  |
| 30. јул 22:15 | Четвртине: 12:22, 6:19, 11:28, 9:21                                             |        |                            |                  | Кошаркашка арена, Лондон Судије: Карол Делон (ФРА), Маркос Бенито (БРА), Роберт Лотермозер (НЕМ) |  |
| 30. јул 22:15 | Поени: Гвадалупе 11 Скокови: Насекела Маурусијо, Мануел 6 Асистенције: Мануел 2 |        | Паркер 14 Паркер 12 Бирд 5 |                  | Кошаркашка арена, Лондон Судије: Карол Делон (ФРА), Маркос Бенито (БРА), Роберт Лотермозер (НЕМ) |  |

| 1. август 11:15 |                                                        | Кина | 76 : 52                              | Ангола | Кошаркашка арена, Лондон Судије: Христос Христодулу (ГРЧ), Самир Абакил (МАР), Снехал Бендке (ИНД) |  |
| 1. август 11:15 | Четвртине: 15:13, 18:18, 24:6, 19:15                   |      |                                      |        | Кошаркашка арена, Лондон Судије: Христос Христодулу (ГРЧ), Самир Абакил (МАР), Снехал Бендке (ИНД) |  |
| 1. август 11:15 | Поени: Зенгју 15 Скокови: Сонг 9 Асистенције: Лиђије 5 |      | Гвадалупе 12 Томас 9 3 играчице по 2 |        | Кошаркашка арена, Лондон Судије: Христос Христодулу (ГРЧ), Самир Абакил (МАР), Снехал Бендке (ИНД) |  |

| 1. август 20:00 |                                                          | Хрватска | 70 : 89                          | Чешка | Кошаркашка арена, Лондон Судије: Кристијано Марањо (БРА), Гверино Керебуч (ИТА), Карол Делон (ФРА) |  |
| 1. август 20:00 | Четвртине: 19:22, 20:23, 21:12, 10:32                    |          |                                  |       | Кошаркашка арена, Лондон Судије: Кристијано Марањо (БРА), Гверино Керебуч (ИТА), Карол Делон (ФРА) |  |
| 1. август 20:00 | Поени: Мандир 20 Скокови: Мандир 6 Асистенције: Мандир 3 |          | Елхотова 20 Хоракова 10 Весела 7 |       | Кошаркашка арена, Лондон Судије: Кристијано Марањо (БРА), Гверино Керебуч (ИТА), Карол Делон (ФРА) |  |

| 1. август 22:15 |                                                                     | Сједињене Државе | 89 : 58                                                | Турска | Кошаркашка арена, Лондон Судије: Мајкл Ајлен (АУС), Стивен Сајбел (КАН), Линг Пенг (КИН) |  |
| 1. август 22:15 | Четвртине: 19:16, 22:10, 22:21, 26:11                               |                  |                                                        |        | Кошаркашка арена, Лондон Судије: Мајкл Ајлен (АУС), Стивен Сајбел (КАН), Линг Пенг (КИН) |  |
| 1. август 22:15 | Поени: McCoughtry 18 Скокови: 3 играчоце по 7 7 Асистенције: Бирд 4 |                  | Вардарли, Хоингсворт 11 Хоингсворт 8 Вардарли, Албен 3 |        | Кошаркашка арена, Лондон Судије: Мајкл Ајлен (АУС), Стивен Сајбел (КАН), Линг Пенг (КИН) |  |

| 3. август 09:00 |                                                                                        | Ангола | 56 : 75                       | Хрватска | Кошаркашка арена, Лондон Судије: Стивен Сајбел (КАН), Шоко Сугруро (ЈАП), Линг Пенг (КИН) |  |
| 3. август 09:00 | Четвртине: 18:24, 14:17, 11:18, 13:16                                                  |        |                               |          | Кошаркашка арена, Лондон Судије: Стивен Сајбел (КАН), Шоко Сугруро (ЈАП), Линг Пенг (КИН) |  |
| 3. август 09:00 | Поени: Томас 15 Скокови: Насекела Маурусијо, Томас 8 Асистенције: Насекела Маурусијо 4 |        | Лелас 23 Иванковић 7 Мандир 5 |          | Кошаркашка арена, Лондон Судије: Стивен Сајбел (КАН), Шоко Сугруро (ЈАП), Линг Пенг (КИН) |  |

| 3. август 16:45 |                                                              | Турска | 82 : 55                         | Кина | Кошаркашка арена, Лондон Судије: Карл Јунгебранд (ФИН), Фелиша Гринтер (САД), Воган Мејбери (АУС) |  |
| 3. август 16:45 | Четвртине: 26:13, 13:14, 20:16, 23:12                        |        |                                 |      | Кошаркашка арена, Лондон Судије: Карл Јунгебранд (ФИН), Фелиша Гринтер (САД), Воган Мејбери (АУС) |  |
| 3. август 16:45 | Поени: Јилмаз 16 Скокови: Хоингсворт 11 Асистенције: Албен 5 |        | Зенгју 7 Зенгју, Нан 8 Лиђије 6 |      | Кошаркашка арена, Лондон Судије: Карл Јунгебранд (ФИН), Фелиша Гринтер (САД), Воган Мејбери (АУС) |  |

| 3. август 22:15 |                                                                | Чешка | 61 : 88                    | Сједињене Државе | Кошаркашка арена, Лондон Судије: Јелена Чернова (РУС), Маркос Бенито (БРА), Виталис Годе (КЕН) |  |
| 3. август 22:15 | Четвртине: 26:24, 12:24, 9:22, 14:18                           |       |                            |                  | Кошаркашка арена, Лондон Судије: Јелена Чернова (РУС), Маркос Бенито (БРА), Виталис Годе (КЕН) |  |
| 3. август 22:15 | Поени: Зрустова 15 Скокови: Печкова 6 Асистенције: Бартонова 3 |       | Таураси 18 Чарлс 14 Бирд 9 |                  | Кошаркашка арена, Лондон Судије: Јелена Чернова (РУС), Маркос Бенито (БРА), Виталис Годе (КЕН) |  |

| 5. август 11:15 |                                                                          | Ангола | 47 : 82                           | Чешка | Кошаркашка арена, Лондон Судије: Раба Нуџаим (ЛИБ), Воган Мејбери (АУС), Виталис Годе (КЕН) |  |
| 5. август 11:15 | Четвртине: 18:23, 7:17, 10:18, 12:24                                     |        |                                   |       | Кошаркашка арена, Лондон Судије: Раба Нуџаим (ЛИБ), Воган Мејбери (АУС), Виталис Годе (КЕН) |  |
| 5. август 11:15 | Поени: Маурусијо 18 Скокови: Мануел 12 Асистенције: Еузебио, Гвадалупе 2 |        | Зрустова 20 Хоракова 9 Елхотова 4 |       | Кошаркашка арена, Лондон Судије: Раба Нуџаим (ЛИБ), Воган Мејбери (АУС), Виталис Годе (КЕН) |  |

| 5. август 16:45 |                                                                  | Кина | 66 : 114                   | Сједињене Државе | Кошаркашка арена, Лондон Судије: Гверино Керебуч (ИТА), Борис Ришчик (УКР), Карол Делон (ФРА) |  |
| 5. август 16:45 | Четвртине: 28:31, 8:30, 12:33, 18:20                             |      |                            |                  | Кошаркашка арена, Лондон Судије: Гверино Керебуч (ИТА), Борис Ришчик (УКР), Карол Делон (ФРА) |  |
| 5. август 16:45 | Поени: Xiaoyun 15 Скокови: 4 играчице по 3 Асистенције: Лиђије 8 |      | Таураси 22 Мур 7 Кечингс 7 |                  | Кошаркашка арена, Лондон Судије: Гверино Керебуч (ИТА), Борис Ришчик (УКР), Карол Делон (ФРА) |  |

| 5. август 20:00 |                                                               | Хрватска | 65 : 70                                     | Турска | Кошаркашка арена, Лондон Судије: Хорхе Васкез (ПОР), Маркос Бенито (БРА), Јелена Чернова (РУС) |  |
| 5. август 20:00 | Четвртине: 24:18, 7:15, 13:25, 21:12                          |          |                                             |        | Кошаркашка арена, Лондон Судије: Хорхе Васкез (ПОР), Маркос Бенито (БРА), Јелена Чернова (РУС) |  |
| 5. август 20:00 | Поени: Лелас 14 Скокови: Лелас, Мандир 6 Асистенције: Лелас 5 |          | Холингсворт 14 Јилмаз 9 Тунчлер, Вардарли 5 |        | Кошаркашка арена, Лондон Судије: Хорхе Васкез (ПОР), Маркос Бенито (БРА), Јелена Чернова (РУС) |  |

| Репрезентација   | Ут | Поб | Изг | К+  | К-  | КР   | Б  |
| ---------------- | -- | --- | --- | --- | --- | ---- | -- |
| Сједињене Државе | 5  | 5   | 0   | 462 | 279 | +183 | 10 |
| Турска           | 5  | 4   | 1   | 343 | 316 | +27  | 9  |
| Кина             | 5  | 3   | 2   | 346 | 363 | -17  | 8  |
| Чешка            | 5  | 2   | 3   | 346 | 332 | +14  | 7  |
| Хрватска         | 5  | 1   | 4   | 324 | 379 | -55  | 6  |
| Ангола           | 5  | 0   | 5   | 243 | 395 | -152 | 5  |

### Група Б
| 28. јул 11:15 |                                                           | Канада | 53 : 58                           | Русија | Кошаркашка арена, Лондон Судије: Реџеп Анкарали (ТУР), Линг Пенг (КИН), Самир Абакил (МАР) |  |
| 28. јул 11:15 | Четвртине: 17:15, 13:9, 13:13, 10:21                      |        |                                   |        | Кошаркашка арена, Лондон Судије: Реџеп Анкарали (ТУР), Линг Пенг (КИН), Самир Абакил (МАР) |  |
| 28. јул 11:15 | Поени: Смит 20 Скокови: Т. Татам 5 Асистенције: Торбурн 6 |        | Хамон 14 Осипова 12 Данилочкина 6 |        | Кошаркашка арена, Лондон Судије: Реџеп Анкарали (ТУР), Линг Пенг (КИН), Самир Абакил (МАР) |  |

| 28. јул 20:00 |                                                                       | Бразил | 58 : 73                   | Француска | Кошаркашка арена, Лондон Судије: Роберт Лотермозер (НЕМ), Раба Нуџаим (ЛИБ), Фелиша Гринтер (САД) |  |
| 28. јул 20:00 | Четвртине: 20:16, 14:18, 15:18, 9:21                                  |        |                           |           | Кошаркашка арена, Лондон Судије: Роберт Лотермозер (НЕМ), Раба Нуџаим (ЛИБ), Фелиша Гринтер (САД) |  |
| 28. јул 20:00 | Поени: де Соуза 17 Скокови: дос Сантош 12 Асистенције: Мојзес Пињто 5 |        | Думерк 23 Миам 7 Думерк 5 |           | Кошаркашка арена, Лондон Судије: Роберт Лотермозер (НЕМ), Раба Нуџаим (ЛИБ), Фелиша Гринтер (САД) |  |

| 28. јул 22:15 |                                                             | Аустралија | 74 : 58                                       | Уједињено Краљевство | Кошаркашка арена, Лондон Судије: Хорхе Васкез (ПОР), Шоко Сугруро (ЈАП), Борис Ришчик (УКР) |  |
| 28. јул 22:15 | Четвртине: 16:11, 23:15, 18:16, 17:16                       |            |                                               |                      | Кошаркашка арена, Лондон Судије: Хорхе Васкез (ПОР), Шоко Сугруро (ЈАП), Борис Ришчик (УКР) |  |
| 28. јул 22:15 | Поени: Џексон 18 Скокови: Батковић 7 Асистенције: Ричардс 4 |            | Вандервал, Лидхам 11 Пејџ 7 Стафорд, Лидхам 3 |                      | Кошаркашка арена, Лондон Судије: Хорхе Васкез (ПОР), Шоко Сугруро (ЈАП), Борис Ришчик (УКР) |  |

| 30. јул 14:30 |                                                                 | Француска | 74 : 70                        | Аустралија | Кошаркашка арена, Лондон Судије: Вилијам Кенеди (САД), Христос Христодулу (ГРЧ), Линг Пенг (КИН) |  |
| 30. јул 14:30 | Четвртине: 11:14, 17:13, 24:24, 13:14, 9:5                      |           |                                |            | Кошаркашка арена, Лондон Судије: Вилијам Кенеди (САД), Христос Христодулу (ГРЧ), Линг Пенг (КИН) |  |
| 30. јул 14:30 | Поени: Гомиз 22 Скокови: Јакубу 7 Асистенције: Бејкес, Думерк 2 |           | Батковић 17 Батковић 10 Охеа 5 |            | Кошаркашка арена, Лондон Судије: Вилијам Кенеди (САД), Христос Христодулу (ГРЧ), Линг Пенг (КИН) |  |

| 30. јул 16:45 |                                                                     | Русија | 69 : 59                         | Бразил | Кошаркашка арена, Лондон Судије: Гверино Керебуч (ИТА), Илија Белошевић (СРБ), Снехал Бендке (ИНД) |  |
| 30. јул 16:45 | Четвртине: 19:18, 12:8, 18:17, 20:16                                |        |                                 |        | Кошаркашка арена, Лондон Судије: Гверино Керебуч (ИТА), Илија Белошевић (СРБ), Снехал Бендке (ИНД) |  |
| 30. јул 16:45 | Поени: Бељакова 14 Скокови: Гришајева8 Асистенције: 3 играчице по 3 |        | де Соуза 15 де Соуза 18 Кошта 4 |        | Кошаркашка арена, Лондон Судије: Гверино Керебуч (ИТА), Илија Белошевић (СРБ), Снехал Бендке (ИНД) |  |

| 30. јул 20:00 |                                                                   | Уједињено Краљевство | 65 : 73                                   | Канада | Кошаркашка арена, Лондон Судије: Хуан Артеага (ШПА), Саша Пукл (СЛО), Виталис Годе (КЕН) |  |
| 30. јул 20:00 | Четвртине: 15:19, 17:17, 21:19, 12:18                             |                      |                                           |        | Кошаркашка арена, Лондон Судије: Хуан Артеага (ШПА), Саша Пукл (СЛО), Виталис Годе (КЕН) |  |
| 30. јул 20:00 | Поени: Стафорд, Лидхам 15 Скокови: Фаџбен 6 Асистенције: Колинс 4 |                      | Торбурн 18 Пилипаитис, Татам 5 Габријел 7 |        | Кошаркашка арена, Лондон Судије: Хуан Артеага (ШПА), Саша Пукл (СЛО), Виталис Годе (КЕН) |  |

| 1. август 09:00 |                                                            | Канада | 60 : 64                          | Француска | Кошаркашка арена, Лондон Судије: Луиђи Ламоника (ИТА), Фернандо Санпјетро (АРГ), Шоко Сугруро (ЈАП) |  |
| 1. август 09:00 | Четвртине: 12:13, 13:15, 15:14, 20:22                      |        |                                  |           | Кошаркашка арена, Лондон Судије: Луиђи Ламоника (ИТА), Фернандо Санпјетро (АРГ), Шоко Сугруро (ЈАП) |  |
| 1. август 09:00 | Поени: Торбурн 17 Скокови: Ачонва 8 Асистенције: Торбурн 3 |        | Гомис 16 Груда 6 3 играчице по 3 |           | Кошаркашка арена, Лондон Судије: Луиђи Ламоника (ИТА), Фернандо Санпјетро (АРГ), Шоко Сугруро (ЈАП) |  |

| 1. август 14:30 |                                                            | Аустралија | 67 : 61                    | Бразил | Кошаркашка арена, Лондон Судије: Фелиша Гринтер (САД), Раба Нуџаим (ЛИБ), Хорхе Васкез (ПОР) |  |
| 1. август 14:30 | Четвртине: 15:10, 16:8, 20:22, 16:21                       |            |                            |        | Кошаркашка арена, Лондон Судије: Фелиша Гринтер (САД), Раба Нуџаим (ЛИБ), Хорхе Васкез (ПОР) |  |
| 1. август 14:30 | Поени: Џексон 18 Скокови: Кембеџ 10 Асистенције: Харовер 5 |            | Кошта 22 Амарал 10 Кошта 3 |        | Кошаркашка арена, Лондон Судије: Фелиша Гринтер (САД), Раба Нуџаим (ЛИБ), Хорхе Васкез (ПОР) |  |

| 1. август 16:45 |                                                                 | Уједињено Краљевство | 61 : 67                       | Русија | Кошаркашка арена, Лондон Судије: Фелиша Гринтер (САД), Раба Нуџаим (ЛИБ), Хорхе Васкез (ПОР) |  |
| 1. август 16:45 | Четвртине: 14:16, 13:23, 18:13, 16:15                           |                      |                               |        | Кошаркашка арена, Лондон Судије: Фелиша Гринтер (САД), Раба Нуџаим (ЛИБ), Хорхе Васкез (ПОР) |  |
| 1. август 16:45 | Поени: Стафорд 18 Скокови: Пејџ 7 Асистенције: Колинс, Лидхам 3 |                      | Бељакова 12 Осипова 9 Хамон 6 |        | Кошаркашка арена, Лондон Судије: Фелиша Гринтер (САД), Раба Нуџаим (ЛИБ), Хорхе Васкез (ПОР) |  |

| 3. август 11:15 |                                                                 | Русија | 66 : 70                             | Аустралија | Кошаркашка арена, Лондон Судије: Кристијано Марањо (БРА), Фернандо Санпјетро (АРГ), Роберт Лотермозер (НЕМ) |  |
| 3. август 11:15 | Четвртине: 15:21, 15:11, 18:22, 18:16                           |        |                                     |            | Кошаркашка арена, Лондон Судије: Кристијано Марањо (БРА), Фернандо Санпјетро (АРГ), Роберт Лотермозер (НЕМ) |  |
| 3. август 11:15 | Поени: Осипова 15 Скокови: Осипова 9 Асистенције: Данилочкина 4 |        | Кембеџ 17 Кембеџ 10 Охеа, Харовер 5 |            | Кошаркашка арена, Лондон Судије: Кристијано Марањо (БРА), Фернандо Санпјетро (АРГ), Роберт Лотермозер (НЕМ) |  |

| 3. август 14:30 |                                                                 | Бразил | 73 : 79                              | Канада | Кошаркашка арена, Лондон Судије: Хорхе Карихон (ПОР), Борис Ришчик (УКР), Карол Делон (ФРА) |  |
| 3. август 14:30 | Четвртине: 8:18, 17:21, 28:16, 20:24                            |        |                                      |        | Кошаркашка арена, Лондон Судије: Хорхе Карихон (ПОР), Борис Ришчик (УКР), Карол Делон (ФРА) |  |
| 3. август 14:30 | Поени: де Соуза 22 Скокови: Родригез 4 Асистенције: де Соуза 12 |        | Пилипаитис, Смит 14 Торбурн 8 Смит 5 |        | Кошаркашка арена, Лондон Судије: Хорхе Карихон (ПОР), Борис Ришчик (УКР), Карол Делон (ФРА) |  |

| 3. август 20:00 |                                                                   | Француска | 80 : 77                         | Уједињено Краљевство | Кошаркашка арена, Лондон Судије: Илија Белошевић (СРБ), Ољегс Латишевс (ЛЕТ), Снехал Бендке (ИНД) |  |
| 3. август 20:00 | Четвртине: 10:13, 17:10, 20:21, 20:23, 13:10                      |           |                                 |                      | Кошаркашка арена, Лондон Судије: Илија Белошевић (СРБ), Ољегс Латишевс (ЛЕТ), Снехал Бендке (ИНД) |  |
| 3. август 20:00 | Поени: Груда, Лосон-Вејд 16 Скокови: Годан 8 Асистенције: Годан 4 |           | Лидхам 29 Пејџ, Лидхам 8 Пејџ 3 |                      | Кошаркашка арена, Лондон Судије: Илија Белошевић (СРБ), Ољегс Латишевс (ЛЕТ), Снехал Бендке (ИНД) |  |

| 5. август 09:00 |                                                                  | Француска | 65 : 54                                             | Русија | Кошаркашка арена, Лондон Судије: Пабло Естевез (АРГ), Саша Пукл (СЛО), Шоко Сугруро (ЈАП) |  |
| 5. август 09:00 | Четвртине: 10:15, 15:6, 30:13, 10:20                             |           |                                                     |        | Кошаркашка арена, Лондон Судије: Пабло Естевез (АРГ), Саша Пукл (СЛО), Шоко Сугруро (ЈАП) |  |
| 5. август 09:00 | Поени: Думерк 12 Скокови: Јакубу, Бејкес 7 Асистенције: Думерк 3 |           | Бељакова 14 Хамон, Осипова 5 Данилочкина, Осипова 3 |        | Кошаркашка арена, Лондон Судије: Пабло Естевез (АРГ), Саша Пукл (СЛО), Шоко Сугруро (ЈАП) |  |

| 5. август 14:30 |                                                        | Канада | 63 : 72                           | Аустралија | Кошаркашка арена, Лондон Судије: Фелиша Гринтер (САД), Ољегс Латишевс (ЛЕТ), Снехал Бендке (ИНД) |  |
| 5. август 14:30 | Четвртине: 10:24, 12:11, 20:12, 21:25                  |        |                                   |            | Кошаркашка арена, Лондон Судије: Фелиша Гринтер (САД), Ољегс Латишевс (ЛЕТ), Снехал Бендке (ИНД) |  |
| 5. август 14:30 | Поени: Смит 17 Скокови: Марфи 5 Асистенције: Торбурн 5 |        | Снел 12 Џексон 9 Скрин, Харовер 4 |            | Кошаркашка арена, Лондон Судије: Фелиша Гринтер (САД), Ољегс Латишевс (ЛЕТ), Снехал Бендке (ИНД) |  |

| 5. август 22:15 |                                                              | Уједињено Краљевство | 66 : 78                      | Бразил | Кошаркашка арена, Лондон Судије: Христос Христодулу (ГРЧ), Вилијам Кенеди (САД), Пенг Линг (КИН) |  |
| 5. август 22:15 | Четвртине: 19:19, 17:20, 17:25, 13:14                        |                      |                              |        | Кошаркашка арена, Лондон Судије: Христос Христодулу (ГРЧ), Вилијам Кенеди (САД), Пенг Линг (КИН) |  |
| 5. август 22:15 | Поени: Стафорд 15 Скокови: Стафорд 10 Асистенције: Стафорд 4 |                      | Сантош 16 Сантош 13 Пињто 12 |        | Кошаркашка арена, Лондон Судије: Христос Христодулу (ГРЧ), Вилијам Кенеди (САД), Пенг Линг (КИН) |  |

| Репрезентација   | Ут | Поб | Изг | К+  | К-  | КР  | Б  |
| ---------------- | -- | --- | --- | --- | --- | --- | -- |
| Француска        | 5  | 5   | 0   | 356 | 319 | +37 | 10 |
| Аустралија       | 5  | 4   | 1   | 353 | 322 | +31 | 9  |
| Русија           | 5  | 3   | 2   | 314 | 308 | +6  | 8  |
| Канада           | 5  | 2   | 3   | 328 | 332 | -4  | 7  |
| Бразил           | 5  | 1   | 4   | 329 | 354 | -25 | 6  |
| Велика Британија | 5  | 0   | 5   | 327 | 372 | -45 | 5  |

## Елиминациона фаза
|  | Четвртфинале     | Четвртфинале |                  |    | Полуфинале  | Полуфинале  |  |  | Финале | Финале |
|  |                  |              |                  |    |             |             |  |  |        |        |
|  | 7. август        |              |                  |    |             |             |  |  |        |        |
|  |                  |              |                  |    |             |             |  |  |        |        |
|  | Сједињене Државе | 91           |                  |    |             |             |  |  |        |        |
|  | Сједињене Државе | 91           | 9. август        |    |             |             |  |  |        |        |
|  | Канада           | 48           |                  |    |             |             |  |  |        |        |
|  | Канада           | 48           | Сједињене Државе | 86 |             |             |  |  |        |        |
|  | 7. август        |              | Сједињене Државе | 86 |             |             |  |  |        |        |
|  |                  | Аустралија   | 73               |    |             |             |  |  |        |        |
|  | Аустралија       | Аустралија   | 73               | 75 |             |             |  |  |        |        |
|  | Аустралија       |              | 11. август       | 75 |             |             |  |  |        |        |
|  | Кина             | 60           |                  |    |             |             |  |  |        |        |
|  | Кина             | 60           | Сједињене Државе | 86 |             |             |  |  |        |        |
|  | 7. август        |              | Сједињене Државе | 86 |             |             |  |  |        |        |
|  |                  | Француска    | 50               |    |             |             |  |  |        |        |
|  | Француска        | Француска    | 50               | 71 |             |             |  |  |        |        |
|  | Француска        | 9. август    |                  | 71 |             |             |  |  |        |        |
|  | Чешка            | 68           |                  |    |             |             |  |  |        |        |
|  | Чешка            | 68           | Француска        | 81 |             |             |  |  |        |        |
|  | 7. август        |              | Француска        | 81 |             |             |  |  |        |        |
|  |                  | Русија       | 64               |    | Треће место | Треће место |  |  |        |        |
|  | Турска           | Русија       | 64               | 63 | Треће место | Треће место |  |  |        |        |
|  | Турска           |              | 11. август       | 63 |             |             |  |  |        |        |
|  | Русија           | 66           |                  |    |             |             |  |  |        |        |
|  | Русија           | 66           | Аустралија       | 83 |             |             |  |  |        |        |
|  |                  |              |                  |    |             |             |  |  |        |        |
|  | Русија           | 74           |                  |    |             |             |  |  |        |        |
|  | Русија           | 74           |                  |    |             |             |  |  |        |        |

### Четвртфинале
| 7. август 14:00 |                                                              | Сједињене Државе | 91 : 48                   | Канада | О2 арена, Лондон Судије: Гверино Керебуч (ИТА), Шоко Сугруро (ЈАП), Виталис Годе (КЕН) |  |
| 7. август 14:00 | Четвртине: 19:8, 23:13, 26:10, 23:17                         |                  |                           |        | О2 арена, Лондон Судије: Гверино Керебуч (ИТА), Шоко Сугруро (ЈАП), Виталис Годе (КЕН) |  |
| 7. август 14:00 | Поени: Таураси 15 Скокови: Мур, Паркер 7 Асистенције: Бирд 5 |                  | Смит 13 Филипс 8 Филипс 5 |        | О2 арена, Лондон Судије: Гверино Керебуч (ИТА), Шоко Сугруро (ЈАП), Виталис Годе (КЕН) |  |

| 7. август 16:15 |                                                             | Аустралија | 75 : 60                       | Кина | О2 арена, Лондон Судије: Ољегс Латишевс (ЛЕТ), Јелена Чернова (РУС), Карол Делон (ФРА) |  |
| 7. август 16:15 | Четвртине: 22:16, 13:20, 20:16, 20:8                        |            |                               |      | О2 арена, Лондон Судије: Ољегс Латишевс (ЛЕТ), Јелена Чернова (РУС), Карол Делон (ФРА) |  |
| 7. август 16:15 | Поени: Кембеџ 17 Скокови: Батковић 9 Асистенције: Ричардс 7 |            | Ma Zengyu 15 Нан 7 Gao Song 3 |      | О2 арена, Лондон Судије: Ољегс Латишевс (ЛЕТ), Јелена Чернова (РУС), Карол Делон (ФРА) |  |

| 7. август 20:00 |                                                                | Турска | 63 : 66                      | Русија | О2 арена, Лондон Судије: Хорхе Карихон (ПОР), Вилијам Кенеди (САД), Линг Пенг (КИН) |  |
| 7. август 20:00 | Четвртине: 16:23, 12:11, 23:17, 12:15                          |        |                              |        | О2 арена, Лондон Судије: Хорхе Карихон (ПОР), Вилијам Кенеди (САД), Линг Пенг (КИН) |  |
| 7. август 20:00 | Поени: Холингсворт 22 Скокови: Албен 6 Асистенције: Вардарли 6 |        | Хамон 19 Петракова 7 Хамон 5 |        | О2 арена, Лондон Судије: Хорхе Карихон (ПОР), Вилијам Кенеди (САД), Линг Пенг (КИН) |  |

| 7. август 22:15 |                                                         | Француска | 71 : 68                            | Чешка | О2 арена, Лондон Судије: Маркос Бенито (БРА), Фелиша Гринтер (САД), Раба Нуџаим (ЛИБ) |  |
| 7. август 22:15 | Четвртине: 16:12, 12:16, 13:23, 30:17                   |           |                                    |       | О2 арена, Лондон Судије: Маркос Бенито (БРА), Фелиша Гринтер (САД), Раба Нуџаим (ЛИБ) |  |
| 7. август 22:15 | Поени: Думерк 23 Скокови: Груда 7 Асистенције: Думерк 6 |           | Витечкова 17 Хоракова 7 Хоракова 5 |       | О2 арена, Лондон Судије: Маркос Бенито (БРА), Фелиша Гринтер (САД), Раба Нуџаим (ЛИБ) |  |

### Полуфинале
| 9. август 17:00 |                                                         | Аустралија | 73 : 86                            | Сједињене Државе | О2 арена, Лондон Судије: Илија Белошевић (СРБ), Борис Ришчик (УКР), Снехал Бендке (ИНД) |  |
| 9. август 17:00 | Четвртине: 22:20, 25:23, 12:22, 14:21                   |            |                                    |                  | О2 арена, Лондон Судије: Илија Белошевић (СРБ), Борис Ришчик (УКР), Снехал Бендке (ИНД) |  |
| 9. август 17:00 | Поени: Кембеџ 19 Скокови: Џексон 17 Асистенције: Џери 5 |            | Таураси, Чарлс 14 Чарлс 10 Чарлс 4 |                  | О2 арена, Лондон Судије: Илија Белошевић (СРБ), Борис Ришчик (УКР), Снехал Бендке (ИНД) |  |

| 9. август 21:00 |                                                                    | Русија | 64 : 81                            | Француска | О2 арена, Лондон Судије: Гверино Керебуч (ИТА), Хорхе Васкез (ПОР), Стивен Сајбел (КАН) |  |
| 9. август 21:00 | Четвртине: 15:24, 16:14, 20:21, 13:22                              |        |                                    |           | О2 арена, Лондон Судије: Гверино Керебуч (ИТА), Хорхе Васкез (ПОР), Стивен Сајбел (КАН) |  |
| 9. август 21:00 | Поени: Данилочкина, Хамон 13 Скокови: Виеру 8 Асистенције: Хамон 5 |        | Лосон-Вејд 18 Груда 8 Лосон-Вејд 5 |           | О2 арена, Лондон Судије: Гверино Керебуч (ИТА), Хорхе Васкез (ПОР), Стивен Сајбел (КАН) |  |

### Утакмица за бронзу
| 11. август 17:00 |                                                         | Аустралија | 83 : 74                        | Русија | О2 арена, Лондон Судије: Хорхе Васкез (ПОР), Фелиша Гринтер (САД), Шоко Сугруро (ЈАП) |  |
| 11. август 17:00 | Четвртине: 17:16, 21:14, 19:13, 26:31                   |            |                                |        | О2 арена, Лондон Судије: Хорхе Васкез (ПОР), Фелиша Гринтер (САД), Шоко Сугруро (ЈАП) |  |
| 11. август 17:00 | Поени: Џексон 25 Скокови: Џексон 11 Асистенције: Охеа 5 |            | Хамон 19 Водопјанова 8 Хамон 4 |        | О2 арена, Лондон Судије: Хорхе Васкез (ПОР), Фелиша Гринтер (САД), Шоко Сугруро (ЈАП) |  |

### Утакмица за злато
| 11. август 21:00 |                                                            | Сједињене Државе | 86 : 50                               | Француска | О2 арена, Лондон Судије: Фернандо Санпјетро (АРГ), Јелена Чернова (РУС), Линг Пенг (КИН) |  |
| 11. август 21:00 | Четвртине: 20:15, 17:10, 26:12, 23:13                      |                  |                                       |           | О2 арена, Лондон Судије: Фернандо Санпјетро (АРГ), Јелена Чернова (РУС), Линг Пенг (КИН) |  |
| 11. август 21:00 | Поени: Паркер 21 Скокови: Паркер 11 Асистенције: Таураси 6 |                  | Груда. Лосон-Вејд 12 Ндонг 8 Думерк 3 |           | О2 арена, Лондон Судије: Фернандо Санпјетро (АРГ), Јелена Чернова (РУС), Линг Пенг (КИН) |  |

| 2° место Француска | Победник Олимпијског турнира у кошарци за жене 2012. године САД 7° титула | 3° место Аустралија |

| \| Пласман \| Репрезентација \| \| ------- \| ---------------- \| \| Злато \| Сједињене Државе \| \| Сребро \| Француска \| \| Бронза \| Аустралија \| \| 4. \| Русија \| \| 5. \| Турска \| \| 6. \| Кина \| \| 7. \| Чешка \| \| 8. \| Канада \| \| 9. \| Бразил \| \| 10. \| Хрватска \| \| 11. \| Велика Британија \| \| 12. \| Ангола \| | - Најбољи стрелац: Ерика де Соуза и Џо Лидхам по 81 кош (16,2 по утакмици), - Најбољи скакач: Клариса дос Сантош 45 (9,0 по утакмици), - Најбољи асистент: Миао Лијие 39 (6,5 по утакмици), - Најбољи блокер: Сандрин Груда 17 (2,1 по утакмици) - Највише украдених лопти: Јелена Ивезић 14 (2,8 по утакмици) |
| Пласман | Репрезентација |
| Злато | Сједињене Државе |
| Сребро | Француска |
| Бронза | Аустралија |
| 4. | Русија |
| 5. | Турска |
| 6. | Кина |
| 7. | Чешка |
| 8. | Канада |
| 9. | Бразил |
| 10. | Хрватска |
| 11. | Велика Британија |
| 12. | Ангола |

## Састави победничких екипа
| Злато  | Сједињене Државе | Линдзи Вејлен, Симон Огастус, Сју Берд, Маја Мур, Ејнџел Макаутри, Ејша Џоунс, Тамика Кечингс, Свин Кеш, Дајана Тораси, Силвија Фаулс, Тина Чарлс, Кендис Паркер                  | Селектор: Џино Оријема |
| Сребро | Француска        | Изабел Јакубу, Енден Мијем, Клеменс Бејкес, Сандрин Грида, Едвиге Лосон-Вејд, Селин Димерк, Флоренс Лепрон, Емили Гоми, Марион Лаборд, Елоди Годен, Емелин Ндонге, Женифер Дигбе, | Селектор: Пјер Винсент |
| Бронза | Аустралија       | Џена О'Хеј, Саманта Ричардс, Џенифер Скрин, Аби Бишоп, Сузи Батковић, Кетлин Маклиод, Кристи Харовер, Лора Самертон, Белинда Снел, Рејчел Џари, Елизабет Кембиџ, Лорен Џексон,    | Селектор: Кери Граф    |